# Velika nagrada Monaka 2011
Velika nagrada Monaka 2011 je bila šesta dirka Svetovnega prvenstva Formule 1 v sezoni 2011. Odvijala se je 29. maja 2011 na uličnem dirkališču Circuit de Monaco v Monakou. Zmagal je Sebastian Vettel, Red Bull-Renault, drugo mesto je osvojil Fernando Alonso, Ferrari, tretje pa Jenson Button, McLaren-Mercedes.

## Rezultati

### Kvalifikacije
| Poz | Št | Dirkač             | Konstruktor          | 1. del    | 2. del   | 3. del    | Št. m. |
| --- | -- | ------------------ | -------------------- | --------- | -------- | --------- | ------ |
| 1   | 1  | Sebastian Vettel   | Red Bull-Renault     | 1:15,606  | 1:14,277 | 1:13,556  | 1      |
| 2   | 4  | Jenson Button      | McLaren-Mercedes     | 1:15,397  | 1:14,545 | 1:13,997  | 2      |
| 3   | 2  | Mark Webber        | Red Bull-Renault     | 1:16,087  | 1:14,742 | 1:14,019  | 3      |
| 4   | 5  | Fernando Alonso    | Ferrari              | 1:16,051  | 1:14,569 | 1:14,483  | 4      |
| 5   | 7  | Michael Schumacher | Mercedes             | 1:16,092  | 1:14,981 | 1:14,682  | 5      |
| 6   | 6  | Felipe Massa       | Ferrari              | 1:16,309  | 1:14,648 | 1:14,877  | 6      |
| 7   | 8  | Nico Rosberg       | Mercedes             | 1:15,858  | 1:14,741 | 1:15,766  | 7      |
| 8   | 12 | Pastor Maldonado   | Williams-Cosworth    | 1:15,819  | 1:15,545 | 1:16,528  | 8      |
| 9   | 3  | Lewis Hamilton     | McLaren-Mercedes     | 1:15,207  | 1:14,275 | brez časa | 9      |
| 10  | 17 | Sergio Pérez       | Sauber-Ferrari       | 1:15,918  | 1:15,482 | brez časa | DNS    |
| 11  | 10 | Vitalij Petrov     | Renault              | 1:16,378  | 1:15,815 |           | 10     |
| 12  | 11 | Rubens Barrichello | Williams-Cosworth    | 1:16,616  | 1:15,826 |           | 11     |
| 13  | 16 | Kamui Kobajaši     | Sauber-Ferrari       | 1:16,513  | 1:15,973 |           | 12     |
| 14  | 15 | Paul di Resta      | Force India-Mercedes | 1:16,813  | 1:16,118 |           | 13     |
| 15  | 14 | Adrian Sutil       | Force India-Mercedes | 1:16,600  | 1:16,121 |           | 14     |
| 16  | 9  | Nick Heidfeld      | Renault              | 1:16,681  | 1:16,214 |           | 15     |
| 17  | 18 | Sébastien Buemi    | Toro Rosso-Ferrari   | 1:16,358  | 1:16,300 |           | 16     |
| 18  | 20 | Heikki Kovalainen  | Lotus-Renault        | 1:17,343  |          |           | 17     |
| 19  | 21 | Jarno Trulli       | Lotus-Renault        | 1:17,381  |          |           | 18     |
| 20  | 19 | Jaime Alguersuari  | Toro Rosso-Ferrari   | 1:17,820  |          |           | 19     |
| 21  | 24 | Timo Glock         | Virgin-Cosworth      | 1:17,914  |          |           | 20     |
| 22  | 25 | Jérôme d'Ambrosio  | Virgin-Cosworth      | 1:18,736  |          |           | 21     |
| 23  | 22 | Narain Kartikejan  | HRT-Cosworth         | brez časa |          |           | 22     |
| 24  | 23 | Vitantonio Liuzzi  | HRT-Cosworth         | brez časa |          |           | 23     |

### Dirka
| Poz | Št | Dirkač             | Konstruktor          | Krogi | Čas/Odstop  | Št. m. | Toč |
| --- | -- | ------------------ | -------------------- | ----- | ----------- | ------ | --- |
| 1   | 1  | Sebastian Vettel   | Red Bull-Renault     | 78    | 2:09:38,373 | 1      | 25  |
| 2   | 5  | Fernando Alonso    | Ferrari              | 78    | +1,138      | 4      | 18  |
| 3   | 4  | Jenson Button      | McLaren-Mercedes     | 78    | +2,378      | 2      | 15  |
| 4   | 2  | Mark Webber        | Red Bull-Renault     | 78    | +23,101     | 3      | 12  |
| 5   | 16 | Kamui Kobajaši     | Sauber-Ferrari       | 78    | +26,916     | 12     | 10  |
| 6   | 3  | Lewis Hamilton     | McLaren-Mercedes     | 78    | +47,210     | 9      | 8   |
| 7   | 14 | Adrian Sutil       | Force India-Mercedes | 77    | +1 krog     | 14     | 6   |
| 8   | 9  | Nick Heidfeld      | Renault              | 77    | +1 krog     | 15     | 4   |
| 9   | 11 | Rubens Barrichello | Williams-Cosworth    | 77    | +1 krog     | 11     | 2   |
| 10  | 18 | Sébastien Buemi    | Toro Rosso-Ferrari   | 77    | +1 krog     | 16     | 1   |
| 11  | 8  | Nico Rosberg       | Mercedes             | 76    | +2 kroga    | 7      |     |
| 12  | 15 | Paul di Resta      | Force India-Mercedes | 76    | +2 kroga    | 13     |     |
| 13  | 21 | Jarno Trulli       | Lotus-Renault        | 76    | +2 kroga    | 18     |     |
| 14  | 20 | Heikki Kovalainen  | Lotus-Renault        | 76    | +2 kroga    | 17     |     |
| 15  | 25 | Jérôme d'Ambrosio  | Virgin-Cosworth      | 75    | +3 krogi    | 21     |     |
| 16  | 23 | Vitantonio Liuzzi  | HRT-Cosworth         | 75    | +3 krogi    | 23     |     |
| 17  | 22 | Narain Kartikejan  | HRT-Cosworth         | 74    | +4 krogi    | 22     |     |
| 18  | 12 | Pastor Maldonado   | Williams-Cosworth    | 73    | Trčenje     | 8      |     |
| Ods | 10 | Vitalij Petrov     | Renault              | 67    | Trčenje     | 10     |     |
| Ods | 19 | Jaime Alguersuari  | Toro Rosso-Ferrari   | 66    | Trčenje     | 19     |     |
| Ods | 6  | Felipe Massa       | Ferrari              | 32    | Trčenje     | 6      |     |
| Ods | 7  | Michael Schumacher | Mercedes             | 32    | Ogenj       | 5      |     |
| Ods | 24 | Timo Glock         | Virgin-Cosworth      | 30    | Vzmetenje   | 20     |     |
| DNS | 17 | Sergio Pérez       | Sauber-Ferrari       | 0     | Poškodovan  |        |     |